# Liste der Meeresschutzgebiete in Neuseeland
Die Liste der Meeresschutzgebiete in Neuseeland gibt eine Übersicht entsprechend dem Jahr der Entstehung und der Zuordnung zur Nordinsel, Südinsel und den Nachbarinseln. Grundlage für die Festlegung der Schutzgebiete stellen die in den Jahren 1971 und 1978 verabschiedete Gesetze Marine Reserves Act 1971 und Marine Mammals Protection Act 1978 dar.
Stand 2012 gibt es in Neuseeland 33 sogenannte Marine Reserves (Meeresschutzgebiete) und 6 Marine Mammal Sanctuaries (Schutzgebiet für Meeressäugetiere). Alle Gebiete unterstehen dem Department of Conservation, das für den Naturschutz in Neuseeland zuständig ist.

## Marine Reserves
| Ordnungsnummer | Name                                             | Insel            | Datum | Fläche (ha) |
| -------------- | ------------------------------------------------ | ---------------- | ----- | ----------- |
| MR01           | Cape Rodney-Okakari Point Marine Reserve         | Nordinsel        | 1975  | 547         |
| MR02           | Poor Knights Islands Marine Reserve              | Nordinsel        | 1981  | 2.410       |
| MR03           | Kermadec Islands Marine Reserve                  | Kermadec Islands | 1990  | 748.000     |
| MR04           | Whanganui A Hei (Cathedral Cove) Marine Reserve  | Nordinsel        | 1992  | 840         |
| MR05           | Tuhua (Mayor Island) Marine Reserve              | Nordinsel        | 1992  | 1.060       |
| MR06           | Kapiti Marine Reserve                            | Nordinsel        | 1992  | 2.167       |
| MR07           | Long Island−Kokomohua Marine Reserve             | Südinsel         | 1993  | 619         |
| MR08           | Tonga Island Marine Reserve                      | Südinsel         | 1993  | 1.835       |
| MR09           | Te Awaatu Channel (The Gut) Marine Reserve       | Südinsel         | 1993  | 93          |
| MR10           | Piopiotahi (Milford Sound) Marine Reserve        | Südinsel         | 1993  | 690         |
| MR11           | Westhaven (Te Tai Tapu) Marine Reserve           | Südinsel         | 1994  | 536         |
| MR12           | Long Bay-Okura Marine Reserve                    | Nordinsel        | 1995  | 980         |
| MR13           | Motu Manawa-Pollen Island Marine Reserve         | Nordinsel        | 1995  | 500         |
| MR14           | Te Angiangi Marine Reserve                       | Nordinsel        | 1997  | 446         |
| MR15           | Te Tapuwae o Rongokako Marine Reserve            | Nordinsel        | 1999  | 2.452       |
| MR16           | Pohatu Marine Reserve                            | Südinsel         | 1999  | 215         |
| MR17           | Auckland Islands-Motu Maha Marine Reserve        | Auckland Islands | 2003  | 498.000     |
| MR18           | Ulva Island-Te Wharawhara Marine Reserve         | Südinsel         | 2004  | 1.075       |
| MR19           | Te Hapua (Sutherland Sound) Marine Reserve       | Südinsel         | 2005  | 449         |
| MR20           | Hawea (Clio Rocks) Marine Reserve                | Südinsel         | 2005  | 411         |
| MR21           | Kahukura (Gold arm) Marine Reserve               | Südinsel         | 2005  | 464         |
| MR22           | Kutu Parera (Gaer Arm) Marine Reserve            | Südinsel         | 2005  | 433         |
| MR23           | Taipari Roa (Elizabeth Island) Marine Reserve    | Südinsel         | 2005  | 613         |
| MR24           | Moana Uta (Wet Jacket Arm) Marine Reserve        | Südinsel         | 2005  | 2.007       |
| MR25           | Taumoana (Five Finger Peninsula) Marine Reserve  | Südinsel         | 2005  | 1.466       |
| MR26           | Te Tapuwae o Hua (Long Sound) Marine Reserve     | Südinsel         | 2005  | 3.672       |
| MR27           | Te Matuku Marine Reserve                         | Nordinsel        | 2005  | 690         |
| MR28           | Horoirangi Marine Reserve                        | Südinsel         | 2006  | 904         |
| MR29           | Whangarei Harbour Marine Reserve                 | Nordinsel        | 2006  | 237         |
| MR30           | Parininihi Marine Reserve                        | Nordinsel        | 2006  | 1.844       |
| MR31           | Te Paepae o Aotea (Volkner Rocks) Marine Reserve | Nordinsel        | 2006  | 1.267       |
| MR32           | Tapuae Marine Reserve                            | Nordinsel        | 2008  | 1.404       |
| MR33           | Taputeranga Marine Reserve                       | Nordinsel        | 2008  | 855         |
| Total          |                                                  |                  |       | 1.279.181   |

## Marine Mammal Sanctuaries
| Ordnungsnummer | Name                                            | Insel            | Datum | Fläche (ha) |
| -------------- | ----------------------------------------------- | ---------------- | ----- | ----------- |
| MR01           | Banks Peninsula Marine Mammal Sanctuary         | Südinsel         | 1988  | 407.696     |
| MR02           | Auckland Islands Marine Mammal Sanctuary        | Auckland Islands | 1993  | 560.564     |
| MR03           | Te Waewae Bay Marine Mammal Sanctuary           | Südinsel         | 2008  | 34.884      |
| MR04           | Catlins Coast Marine Mammal Sanctuary           | Südinsel         | 2008  | 65.388      |
| MR05           | Clifford and Cloudy Bay Marine Mammal Sanctuary | Südinsel         | 2008  | 138.600     |
| MR06           | West Coast North Island Marine Mammal Sanctuary | Nordinsel        | 2008  | 1.193.542   |
| Total          |                                                 |                  |       | 2.400.674   |